# わらの女
『わらの女』（"La femme de paille"）カトリーヌ・アルレーの1956年の小説。またそれを原作とした映画・テレビドラマ。

## 概要
1956年に発表され、日本においては『週刊文春』で実施された「東西ミステリーベスト100」にもランクインしている。

## 書誌情報
- 『藁の女』安堂信也訳、東京創元社 クライム・クラブ16、1958年） 
  - 『わらの女』（安堂信也訳、創元推理文庫、1964年）
- 『わらの女 新訳版』（橘明美訳、創元推理文庫、2019年）

## 映画
『わらの女』（Woman of Straw）は1964年のイギリス・アメリカ合衆国の映画。主演はジーナ・ロロブリジーダとショーン・コネリー。

### キャスト
| 役名                     | 俳優                     | 日本語吹替                                               |
| 役名                     | 俳優                     | NETテレビ版                                              |
| ------------------------ | ------------------------ | -------------------------------------------------------- |
| マリア・マルチェロ       | ジーナ・ロロブリジーダ   | 武藤礼子                                                 |
| アンソニー・リッチモンド | ショーン・コネリー       | 近藤洋介                                                 |
| チャールズ・リッチモンド | ラルフ・リチャードソン   | 池田忠夫                                                 |
| ロマー刑事               | アレクサンダー・ノックス | 久米明                                                   |
| ベインズ                 | ローレンス・ハーディ     | 宮川洋一                                                 |
| ヨット・キャプテン       | ピーター・マッデン       | 千葉耕市                                                 |
| 副弁護士                 | ノエル・ハウレット       | 宮内幸平                                                 |
| オーマス                 | ジョニー・セッカ         |                                                          |
| フェントン               | ダニー・ダニエルズ       |                                                          |
| 不明 その他              | -                        | 山田康雄 大木民夫 村松康雄 加藤修 嶋俊介 筈見純 北見順子 |
|                          |                          |                                                          |
| 演出                     | 演出                     | 小林守夫                                                 |
| 翻訳                     | 翻訳                     | 木原たけし                                               |
| 効果                     | 効果                     | 芦田公雄 熊耳勉                                          |
| 調整                     | 調整                     | 前田仁信                                                 |
| 制作                     | 制作                     | 東北新社                                                 |
| 解説                     | 解説                     | 淀川長治                                                 |
| 初回放送                 | 初回放送                 | 1971年9月12日 『日曜洋画劇場』                           |

### スタッフ
- 監督：ベイジル・ディアデン
- 製作：マイケル・レルフ
- 原作：カトリーヌ・アルレー
- 脚本：ロバート・ミュラー、スタンリー・マン
- 撮影：オットー・ヘラー
- プロダクションデザイン：ケン・アダム
- 美術：ピーター・マートン
- 編集：ジョン・D・ガスリッジ

## テレビドラマ

### 日本版
全て舞台が日本に翻案されている。
- わらの女（1977年、銀河テレビ小説、NHK総合／1978年、総集編）
出演：大空眞弓、高橋幸治、三上寛、丹古母鬼馬二、加藤嘉

- 殺さないで!あなた（1983年、ライオン午後のサスペンス、フジテレビ）
出演：酒井和歌子、荻島真一、寺泉憲、畑中葉子

- 豪華ヨットの花嫁（1984年、土曜ワイド劇場、テレビ朝日）
出演：山本陽子、加藤治子、三國連太郎、井川比佐志、山形勲

- 春のスペシャル企画 わらの女（1997年3月29日、土曜ワイド劇場、テレビ朝日）
出演：賀来千香子、坂口良子、岸部一徳、田村高廣、名古屋章、松澤一之、大杉漣

- 豪華客船クルーズ殺人案内（2001年、女と愛とミステリー、テレビ東京・BSジャパン）
出演：室井滋、夏八木勲、田中実、佐野浅夫、あき竹城、梶原善、中村有志

- 美しい罠（2006年、昼の連続ドラマ、東海テレビ）※原案